# Сеножатки (Гомельская область)
Сеножатки (бел. Сенажаткі) — деревня в Поболовском сельсовете Рогачёвского района Гомельской области Беларуси.

## География

### Расположение
В 29 км на юго-запад от районного центра и железнодорожной станции Рогачёв (на линии Могилёв — Жлобин), 140 км от Гомеля.

### Гидрография
На юге и востоке мелиоративные каналы, соединённые с рекой Добосна (приток Днепра).

## Транспортная сеть
Транспортные связи по просёлочной, затем автомобильной дороге Бобруйск — Гомель. Планировка состоит из чуть изогнутой широтной улицы, застроенной двусторонне деревянными усадьбами.

## История
По письменным источникам известна с XVI века как селение в Минском воеводстве Великого княжества Литовского. В 1765 году 6 дымов. После 2-го раздела Речи Посполитой в 1793 году — в составе Российской империи. В 1795 году в Мозырском уезде Минской губернии. По ревизии 1816 года владение помещика Короткевича. В 1848 году часть жителей составляли староверы. Согласно переписи 1897 года в деревне и околице действовали ветряная мельница и 2 питейных дома. В 1909 году деревня, околица и слобода, в Луковской волости Рогачёвского уезда Могилёвской губернии.
С 20 августа 1924 года до 14 августа 1937 года центр Сеножатковского сельсовета Жлобинского района Бобруйского (до 26 июля 1930 года) округа. В 1929 году организован колхоз. Во время Великой Отечественной войны 31 житель погиб на фронте. Согласно переписи 1959 года в составе колхоза «Красная Армия» (центр — деревня Остров).

## Население
- 1765 год — 6 дымов.
- 1795 год — 17 дворов.
- 1848 год — 87 дворов.
- 1897 год — 110 дворов, 597 жителей (согласно переписи).
- 1959 год — 289 жителей (согласно переписи).
- 2004 год — 29 хозяйств, 57 жителей.